# Camarosporidiellaceae
Camarosporidiellaceae is een familie van de  Ascomyceten. Het typegeslacht is Camarosporidiella.

## Geslachten
Volgens Index Fungorum bestaat de familie uit de volgende geslachten:
- Camarosporidiella